# 红葱属
红葱属（学名：Eleutherine）是鸢尾科下的一个属，为具鳞茎多年生草本植物。该属共有4种，分布于美洲及印度支那。

## 物种
本属包括以下物种：
- Eleutherine bulbosa
- 红葱 Eleutherine plicata